# Jacques Favre
Jacques Favre (* 6. Mai 1921 in Laon; † 8. Mai 2008 in Mutzig) war ein französischer Fußballspieler und -trainer.

## Spielerkarriere
Der Torhüter Jacques Favre kam in der Saison 1939/40 zu Stade Reims. Dort entwickelte er sich zum Rückhalt einer Mannschaft, die sich während der – heutzutage in Frankreich nur als inoffiziell geltenden – „Kriegsmeisterschaften“ so erfolgreich schlug, dass sie 1945 in die höchste Spielklasse eingereiht wurde, der sie zuvor noch nie angehört hatte. Reims wurde 1940 Dritter, 1941 Vierter, 1942 Erster, 1943 Fünfter und 1945 Vierter der Nordgruppe. Zu dieser Elf zählten außerdem u. a. Batteux, Flamion, Ignace, Jonquet, Marche, Petitfils, Roessler, Pierre Sinibaldi und Spielertrainer Vandooren
Im Pokalwettbewerb jener Jahre erreichte der Klub 1941 das Halbfinale und 1942 das Endspiel im vorgeschalteten Teilwettbewerb der besetzten Zone Frankreichs, das Reims gegen Red Star Olympique nach einer „heftigen Schlacht“ mit 0:1 verlor. In der Saison 1943/44, als anstelle von Vereinsmannschaften Regionalauswahlen in Meisterschaft und Pokal antraten, stand Favre zwar im Kader, allerdings nicht im Kasten der Équipe Fédérale Reims-Champagne, als diese das Endspiel auf Landesebene gegen die ÉF Nancy-Lorraine verlor.
Nach der Befreiung des Landes verstärkten sich die Rot-Weißen weiter (es kamen talentierte Spieler wie Jacowski, Bini oder Penverne), und Favre war der unangefochtene Stammtorwart der Elf, die 1947 Vizemeister wurde und auch 1946 bzw. 1948 nur knapp hinter dem jeweiligen Meister einkam: bis 1948 fehlte er lediglich in einem einzigen der insgesamt 106 Punktspiele. Als 1948 mit Paul Sinibaldi ein neuer Torwart verpflichtet wurde, gab Stade Reims Favre an den Ligakonkurrenten OGC Nizza ab; mit dieser Mannschaft wurde er Tabellensiebter und musste aus der Ferne mit ansehen, wie seine ehemaligen Rémois ihre erste Meisterschaft gewannen.
Ab 1949 spielte Jacques Favre für den FC Nancy. Obwohl auch die Lothringer mit Clemens, Deladerrière und Piantoni über einige starke Spieler verfügten, gelang ihr lediglich 1952/53 ein einstelliger Rang in der Abschlusstabelle. Dafür erreichte Favre mit Nancy in dieser Saison sogar das Pokalendspiel, das mit 1:2 gegen Olympique Lille verloren ging. 1953/54 wirkte der Torwart dort noch als Spielertrainer, ehe er sich ausschließlich auf die neue Rolle neben der Außenlinie konzentrierte.

### Stationen
- Stade de Reims (1939–1943 und 1944–1948)
- Équipe Fédérale Reims-Champagne (1943/44)
- Olympique Gymnaste Club Nice (1948/49)
- Football Club Nancy (1949–1954)

## Trainerlaufbahn
Nach seiner Zeit beim FC Nancy betreute Favre den FC Metz, der drei Jahre lang gegen den Abstieg in die Division 2 kämpfte und diesen 1958 nicht mehr vermeiden konnte. Nach Metz kehrte er erstmals 1963 zurück – zwischendurch hatte er für den belgischen KAA Gent und den nordfranzösischen Zweitligisten CO Roubaix-Tourcoing gearbeitet –, wo er erneut drei Jahre lang wirkte, den er aber bis 1966 nicht in die Division 1 zurückzuführen vermochte.
Dies misslang ihm anschließend auch mit der AS Angoulême, die aber zweimal für großes Aufsehen im Pokalwettbewerb sorgte. 1967 erreichte Favres Elf nach Erfolgen über die klassenhöheren FC Nantes und RC Lens das Halbfinale, in dem sie an Olympique Lyon, dem späteren Gewinner der Coupe de France, scheiterte – das aber nicht etwa auf dem Rasen, wo es jeweils nach Verlängerung 3:3 sowie in den Wiederholungsspielen zweimal 1:1 stand, sondern erst durch Losentscheid in der Umkleidekabine, weil Spielführer Yvon Goujon sich für die falsche Seite der 5-Francs-Münze entschieden hatte. Im Stade Vélodrome herrschte zunächst große Verwirrung: weil anschließend nur Spieler aus Angoulême das Spielfeld wieder betraten, glaubten etliche Zuschauer, dass der Außenseiter sich für das Endspiel qualifiziert hätte; einzelne Zeitungen, vorschnell per Telefon darüber informiert, veröffentlichten dies sogar in ihren Ausgaben des nächsten Tages.
1968 schaltete die ASA erneut zwei Erstligisten (FC Rouen bzw. FC Sochaux) aus und traf im Halbfinale auf die AS Saint-Étienne. Auch diesmal wehrte sich Favres Elf hervorragend (1:1 n. V.), erzwang erneut ein Wiederholungsspiel und unterlag erst darin dem späteren Pokalsieger mit 1:2.
Anfang der 1970er kehrte er aber bei der AS Nancy (als Co-Trainer) und erneut beim FC Metz in die höchste Spielklasse zurück. Nach einem Jahr beim Zweitdivisionär US Boulogne wurde er technischer Direktor der Ligue de Lorraine de football, dem lothringischen Regionalverband der FFF. Zwei Tage nach seinem 87. Geburtstag ist Jacques Favre im elsässischen Mutzig verstorben.

### Stationen
- Football Club Nancy (1953–1955)
- Football Club Metz (1955–1958)
- Koninklijke Atletiek Associatie Gent (1959/60)
- Club Olympique Roubaix-Tourcoing (1962/63, in D2)
- Football Club Metz (1963–1966)
- Association Sportive d’Angoulême (1966–1968)
- Association Sportive Nancy-Lorraine (1970/71, als Co-Trainer)
- Football Club Metz (1971)
- Union Sportive de Boulogne (1973/74)

## Palmarès

### Als Spieler
- Französischer Meister: Fehlanzeige (aber Vizemeister 1947 und Meister der Nordgruppe 1942 [inoffizieller Titel])
- Französischer Pokalsieger: Fehlanzeige (aber Finalist 1953)
- 251 Spiele (ab 1945) in der Division 1, davon 105 für Reims, 30 für Nizza, 116 für Nancy[10]

### Als Trainer
- Halbfinalist des französischen Pokals: 1967, 1968